# Deltote mochensis
Deltote mochensis is een vlinder uit de familie van de uilen (Noctuidae). De wetenschappelijke naam van deze soort is voor het eerst voorgesteld als Photedes (?) mochensis door William Schaus in een publicatie uit 1904.
De soort komt voor in Mexico.